# 電子リソース管理
電子リソース管理（ ERM ）は、図書館員と図書館スタッフが図書館の電子情報リソースの選択、取得、ライセンス、アクセス、保守、使用、評価、保持、および契約解除を追跡するために使用するプラクティスと技法である。これらのリソースには、電子ジャーナル、電子書籍、ストリーミングメディア、データベース、データセット、 CD-ROM 、およびコンピュータソフトウェアが含まれるが、これらに限定されない。

## 歴史
第三次産業革命の到来に続いて、図書館は電子情報リソースをコレクションとサービスに組み込み始めた。これらのリソースの包含は、ラガナサンの図書館学の5つの法則、特に電子技術が情報へのアクセスをより直接的で、便利で、かつタイムリーにする、という信念によって表されるように、図書館学のコアバリューによって推進された。しかし、1990年代の終わりまでに、図書館員が物理的な資料を管理するために使用した技法は、電子媒体にはそのまま通用するわけではないことが明らかになった。 2000年1月、デジタル図書館連盟（DLF）は、情報技術の使用に関して、研究図書館が直面している主要な課題を特定することを目的とした非公式の調査を実施した。調査により、デジタルコレクションの開発は図書館員の間で最大の不安と不確実性の要因であると考えられており、電子リソースの取り扱いに関する知識が個々の図書館の外で共有されることはめったにないことが明らかになった。その結果、デジタル図書館連盟は、Collection Practices Initiativeを作成し、電子リソース管理の効果的なプラクティスを文書化することを目的として3つのレポートを委託した。 
「Selection and Presentation of Commercially Available Electronic Resources」というタイトルの2001年のレポートで、 ワシントン大学のTimothy Jewellは、電子リソースの取得、ライセンス、およびアクティベーションを処理するために、大学図書館が採用している自家製及びアドホックの管理手法について説明した 。彼は、電子リソースを追跡するための「既存の図書館管理システムとソフトウェアには重要な特徴と機能が欠けている」と結論付け、「ニーズを定義し、標準を確立するための協調的な取り組みは幅広い利益をもたらす可能性がある」と結論付けた。 
2019年にTheScholarly Kitchenで執筆したJoseph Espositoは、さまざまな規模の、多数の大学図書館の長との会議において、電子リソース管理システムに対する不満が満場一致で表明された、と述べた。 

## データ分析
2020年代に、図書館は非営利のUnpaywall Journalsのようなオープンソースのデータ分析ツールの使用を拡大した。これは、図書館員が電子リソースの選択に使用できるデータを分析するのに役立ついくつかの方法を組み合わせたものである。 

## 関連するページ
- ERAMS （e-リソースアクセスおよび管理サービス）
- OpenURLナレッジベース
- UKSGE-リソース管理ハンドブック